# Син-магир
Син-магир (шум. dsuen-ma-gir ; букв. «Син согласился») — царь Исина, правил приблизительно в 1828 — 1817 годах до н. э. В источниках не указано, чьим сыном он был.

## Царствование
Правление Син-магира падает на последние годы царствования Варад-Сина и первые годы Рим-Сина, братьев, последовательно занимавших трон Ларсы, сыновей Кудурмабуга. Также Син-магир был современником вавилонского монарха Апиль-Сина. До настоящего времени сохранилось несколько царских надписей, в том числе: надпись на кирпиче из дворца, посвященная преданным слугам царя, таким как Иддин-Даму, его «главный строитель» и Имгур-Син, его администратор; надпись на глиняном конусе, отмечающая завершение строительства хранилища в честь богини Актуппитум (Aktuppītum) в Киритабе (Kiritab),  заказанного по поручению Ниптиптум (Nupṭuptum), которая, как говорится, была его lukur (жрица или наложница) «преданная спутница, мать его первенца».
Ещё одна надпись отмечает строительство оборонительной стены, которая названа Дур-Син-магир (Крепость Син-магира) в Дуннуме (Dunnum), городе к северо-востоку от Ниппура. Однако, следует отметить, что контроль над самим Ниппуром к тому времени, возможно, принадлежал Ларсе, то есть её царю Варад-Сину, и стоящему за его троном его отцу Кудурмабугу. Шестой год Варад-Сина (1830/1829 год до н. э.) носит название: «Год, когда [Варад-Син] преподнёс 14 медных статуй в Ниппур и 3 престола, украшенных [золотом] в храмы Нанны, Нингаль и Шамаша». Ларса сохраняла суверенитет над Ниппуром, до 1813., девятого года царствования Рим-Сина, когда город вернулся под контроль Исина при сыне Син-магира Дамик-илишу. 
Глиняный конус, несущий эту надпись был найден в руинах храма Нинурты Эхурсагтила (é-ḫur-sag-tí-la) в Вавилоне, и, как полагают, возможно, уже в те времена, он считался старинным музейным экспонатом, связанный с мифом о династии Дуннума.
Город Дуннум был взят Рим-Сином за год до того, как он захватил Исин и поэтому было высказано предположение, что конус был взят из Ларсы в качестве трофея после победы вавилонского царя Хаммурапи.
Частноправная табличка, содержащая записи о продаже склада и пальмовой рощи, даёт название года, нигде в другом месте незасвидетельствованного: «Год, когда царь Син-магир вырыл канал Нинкаррак». Ещё одна датировочная формула: «Год, когда [царь Син-магир] построил на берегу канала Итурунгаль большое укрепление Син-магир-мадана-дагаль-дагаль («Син-магир расширяет свою страну»)», предполагает какие-то действия по расширению царства Син-магира. Возможно, он овладел номом Казаллу, так как вёл строительство в Актапе, по-видимому, одном из городов этого нома на канале Ме-Энлила. В войне Син-магира с Малгиумом Казаллу, вероятно, выступал в подчинении у Исина. 
Округ на юге, а также город в восточной части Вавилонии вблизи Туплиаша (Эшнунны), получили название Бит-Син-магир, и некоторые историки полагают, что они были названы в честь этого монарха.
Согласно Царскому списку и Списку царей Ура и Исина Син-магир правил 11 лет.

## Список датировочных формул Син-магира
|                            | |
| 1 год 1828 / 1827 до н. э. | Год, когда Син-магир [стал] царём mu den.zu-ma-gir lugal |
| a                          | Год, когда [царь Син-магир] построил на берегу канала Итурунгаля большое укрепление Син-магир-мадана-дагаль-дагаль («Син-магир расширяет свою страну») mu bad3 gal gu2 id2-u3-sur gu-la den.zu-ma-gir ma-da-na dagal-dagal i3-du3 |
| b                          | Год, когда Син-магир построил укрепление «Син-магир [расширяет свою страну]» RA 26, 112 mu den.zu-ma-gir bad3 den.zu-ma-gir mu-du3                                                                                                |

| I династия Исина           |                                                     |                         |
| Предшественник: Урдулькуга | царь Исина ок. 1828 — 1817 до н. э. (правил 11 лет) | Преемник: Дамик-илишу I |